# Pantière

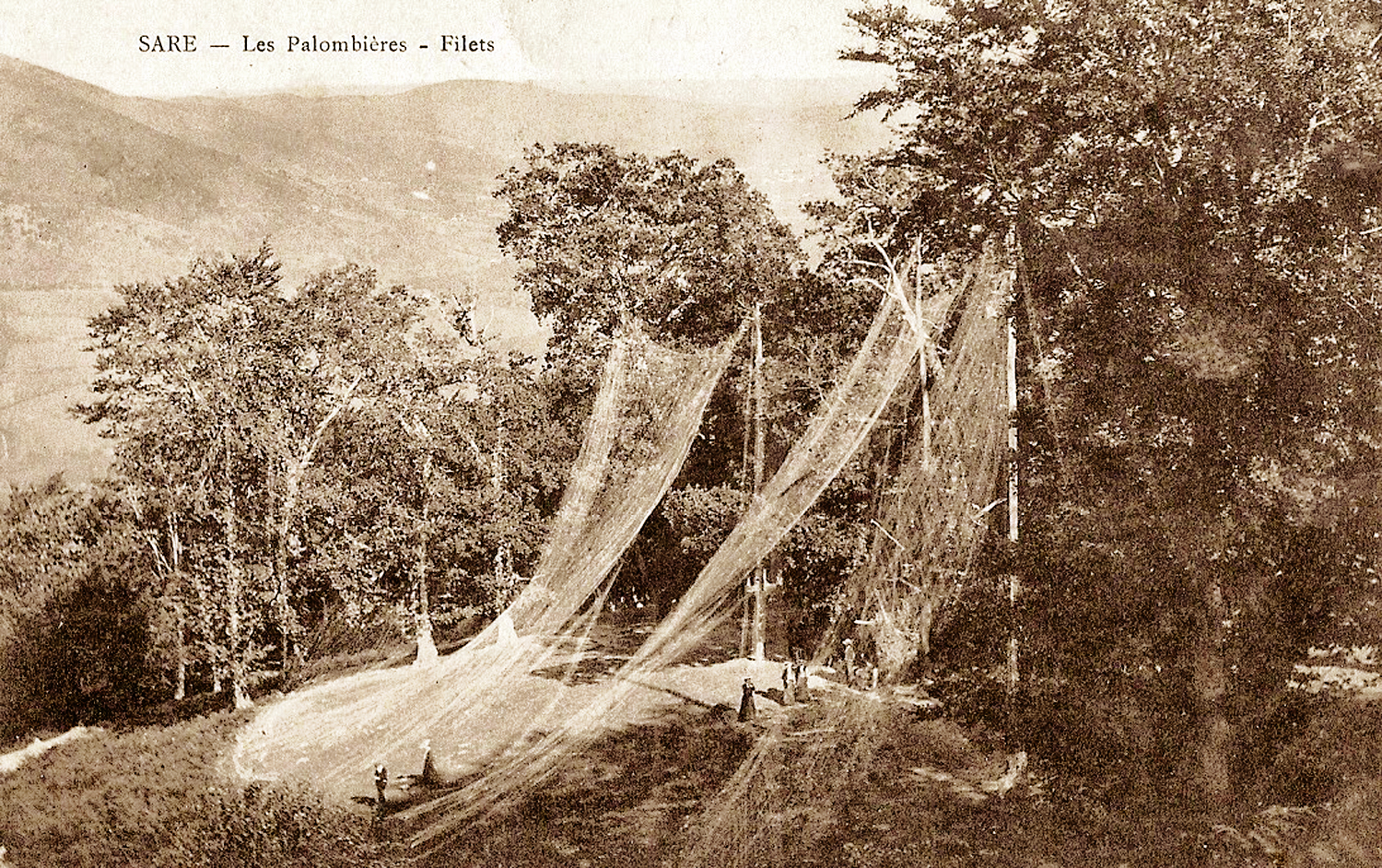
Filets d'une palombière

Une pantière, en gascon pandéla / pandèle est un filet vertical utilisé dans les cols pyrénéens pour la chasse à la palombe. Ce mot vient du latin panthēr, « filet de chasse » du grec pan, « tout », thēr, « animal ».

## Origines
L'origine de cette méthode de chasse est plutôt obscure : on raconte que c'est un berger du côté du col d'Ibañeta qui un jour en voyant passer un vol de palombes au-dessus de sa tête, lança dans leur direction une pierre blanche. L'effet fut immédiat et les palombes prenant la pierre pour un épervier plongèrent d'un coup pour passer le col au ras du sol. Ce berger récidiva sur le vol suivant et l'effet fut le même. Il continua pour s'amuser. Un moine de l'abbaye observant avec attention le manège eut l'idée de faire monter des filets verticaux au milieu du col où passaient les oiseaux…
les pantières étaient nées.

## Description
Des améliorations techniques furent rapidement apportées : on remplaça les pierres par des palettes de bois peintes en blanc, on installa des hommes le long de la vallée pour crier et secouer des drapeaux blancs (chatars) dans le but de diriger les vols vers les emplacements des filets, on laissa des trouées dans le manteau forestier du col pour faire croire à la palombe qu'il y avait une voie possible pour s'échapper.
Les filets utilisés au début étaient en chanvre, filés et tissés par les marins de la côte. Ils étaient lourds et difficiles à manœuvrer les jours humides mais n'offraient que très peu de résistance au vent.
Avec le temps sont apparus les filets en nylon en forme de cage (auparavant, on laissait un ventre au filet pour que le vol s'y engouffre). Ils sont beaucoup plus légers, plus faciles à manipuler pour récupérer les captures et à hisser, mais ils comportent quelques petits inconvénients : le nylon brille au soleil, et plus légers, ils offrent une résistance au vent plus importante qui les font bouger les jours de brise, ce que la palombe détecte facilement, et qu'elle évite aussi facilement. 
Les chasseurs jouent sur l'instinct de survie de la palombe face à ses principaux prédateurs : l'épervier et l'autour.
Ceux-ci attaquent les palombes avec une très grande vitesse par le dessous en frappant la palombe à la poitrine. Pour acquérir cette vitesse, ces rapaces plongent de très haut et passent au dernier moment sous le vol. C'est ce qu'imitent les raquettes lancées par les chasseurs.
Pour déjouer ces attaques, les palombes n'ont qu'une seule solution : réduire la distance qui les sépare du sol pour empêcher l'oiseau d'attaquer par-dessous. C'est pour cela qu'elles plongent elles aussi vers le sol. Et c'est là que les attend le piège des filets.
Les pêcheurs de Brest et de Cherbourg appellent grande pantière la demi-folle.